# Marie-Jacob Godefroid
Pour les articles homonymes, voir Godefroid.
Marie-Jacob Godefroid est une marchande de tableaux et une restauratrice de tableaux française, née vers 1701 et décédée en 1775.

## Biographie
Née Marie-Jacob van Merlen, elle épouse vers 1726 Ferdinand-Joseph Godefroid, qui devient restaurateur des tableaux du Roi en 1740. Devenue veuve, elle lui succède en 1741.
En 1752, elle dispose d’un atelier au Louvre dans la Galerie d'Apollon, qui sera ensuite transféré dans l’aile de la colonnade. 
Elle vit également de la vente de tableaux.
Elle habite une maison au cloître Saint-Germain-l’Auxerrois à Paris : le rez-de-chaussée est occupé par la boutique de tableaux et un autre atelier se trouve dans une des chambres.
Pratiquant une politique de bas prix, elle s'impose dans le milieu de la restauration à Paris autour de 1750.
Son fils Joseph-Ferdinand-François est également restaurateur ; il restaure notamment des tableaux de la cathédrale Notre-Dame, en 1781.

## Archives
Une cinquantaine de procès-verbaux ou factures de ses restaurations sont conservés aux Archives nationales de Paris, ainsi que des parties de correspondance professionnelle.

## Restaurations connues
En 1749 et 1755, elle intervient sur le plafond du salon d’Hercule à Versailles. En 1755, elle agrandit légèrement une Bataille de Salvator Rosa. En 1768, elle travaille sur les peintures du cycle de Rubens de la galerie du Luxembourg.
Elle est responsable aussi du rentoilage d'un tableau du Titien, La Vierge et l’Enfant avec sainte Catherine dit « La Vierge au lapin ».
Lors du salon de l'Académie de Saint-Luc en 1752, Marie-Jacob Godefroid fait une démonstration publique de ses talents de restauratrice en exposant de façon spectaculaire quatre œuvres transposées de leur support original sur un autre matériau.

## Caractéristiques de son travail
D'après les documents conservés, Madame Godefroid se soucie du lieu de conservation des œuvres. Elle connaît bien les différentes essences de bois et s'intéresse aux causes de dégradation des peintures.
La restauration des peintures de Rubens de la galerie du Luxembourg est remarquable, car Godefroid laisse volontairement des "témoins" de l'état dégradé des peintures, pratique recommandée actuellement en restauration d'œuvres d'art.